# Belga uralkodók házastársainak listája

A Belga Királyság címere

A belga uralkodók házastársainak listáját tartalmazza az alábbi táblázat 1831-től napjainkig.

## A belgák királynéja (1831–napjainkig)

### Szász–Coburg–Gothai-ház
| Portré | Uralkodói név                               | Felmenője                                                                 | Születése            | Házasságkötése      | Uralkodói hitvessé válása | Uralkodói hitvesi terminusa vége | Halála                           | Házastársa | Forr. |
| ------ | ------------------------------------------- | ------------------------------------------------------------------------- | -------------------- | ------------------- | --- | --- | -------------------------------- | ---------- | ----- |
|        | Walesi Sarolta Auguszta nem volt királyné   | IV. György brit király (Hannoveriek)                                      | 1796. január 7.      | 1816. május 2.      | Korán bekövetkezett halála okán nem lett belőle királyné, mivel férjét házasságuk alatt még nem koronázták belga uralkodóvá, így az ő titulusa szász–gotha–saalfeldi hercegné volt. | Korán bekövetkezett halála okán nem lett belőle királyné, mivel férjét házasságuk alatt még nem koronázták belga uralkodóvá, így az ő titulusa szász–gotha–saalfeldi hercegné volt. | 1817. november 6. (21 évesen)    | I. Lipót   | [ 1 ] |
|        | Louise Marie d’Orléans királyné             | I. Lajos Fülöp francia király (Orléans-iak)                               | 1812. április 3.     | 1832. augusztus 9.  | 1832. augusztus 9. | 1850. október 11. (38 évesen) | 1850. október 11. (38 évesen)    | I. Lipót   | [ 2 ] |
|        | Ausztriai Mária Henrietta királyné          | József Antal osztrák főherceg, magyar nádor (Habsburg–Lotaringiaiak)      | 1836. augusztus 23.  | 1853. augusztus 22. | 1865. december 10. hitvese trónra lépése | 1902. szeptember 19. (66 évesen) | 1902. szeptember 19. (66 évesen) | II. Lipót  | [ 3 ] |
|        | Bajorországi Erzsébet királyné              | Károly Tivadar bajor herceg (Wittelsbachok)                               | 1876. július 25.     | 1900. október 2.    | 1909. december 17. hitvese trónra lépése | 1934. február 17. hitvese halála | 1965. november 23. (89 évesen)   | I. Albert  | [ 4 ] |
|        | Svédországi Asztrid királyné                | Károly, Västergötland hercege (Bernadotték)                               | 1905. november 17.   | 1926. november 4.   | 1934. február 17. hitvese trónra lépése | 1935. augusztus 29. (29 évesen) | 1935. augusztus 29. (29 évesen)  | III. Lipót | [ 5 ] |
| –      | Mary Lilian Baels Réthy hercegnője          | Henri Baels                                                               | 1916. november 28.   | 1941. december 6.   | 1941. december 6. | 1951. július 16. hitvese lemondása | 2002. június 7. (85 évesen)      | III. Lipót | [ 6 ] |
|        | Doña Fabiola de Mora y Aragón királyné      | Don Gonzalo de Mora, Casa Riera márkija (Casa Rierák)                     | 1928. június 31.     | 1960. december 15.  | 1960. december 15. | 1993. július 31. hitvese halála | 2014. december 5. (86 évesen)    | I. Baldvin | [ 7 ] |
|        | Donna Paola Ruffo di Calabria királyné      | Fulco Ruffo di Calabria, Guardia Lombarda 6. hercege (Ruffo di Calabriák) | 1937. szeptember 11. | 1959. július 2.     | 1993. július 31. hitvese trónra lépése | 2013. július 21. hitvese lemondása | (87 éves)                        | II. Albert | [ 8 ] |
|        | Jonkvrouw Mathilde d’Udekem d’Acoz királyné | Patrick d’Udekem d’Acoz gróf (Udekem d’Acoz-ok)                           | 1973. január 20.     | 1999. december 4.   | 2013. július 21. hitvese trónra lépése | 2013. július 21. hitvese trónra lépése | (52 éves)                        | Fülöp      | [ 9 ] |

## Forrás
1. ↑  Charlotte Augusta of Great Britain and Hanover, Princess of Wales, Herzogin von Sachsen-Gotha-Saalfeld (angol nyelven) (html). Geni.com
2. ↑  Louise-Marie Thérèse Charlotte Isabelle d'Orléans, Queen consort of the Belgians (angol nyelven) (html). Geni.com
3. ↑  Marie Henrietta Anne von Österreich, Reine des Belges (angol nyelven) (html). Geni.com
4. ↑  Elisabeth Gabriele Valérie Marie von Bayern, Queen Consort of Belgium (angol nyelven) (html). Geni.com
5. ↑  Astrid Sofia Lovisa Thyra Bernadotte, Reine de Belges (angol nyelven) (html). Geni.com
6. ↑  Mary Lilian Henriette Lucie Josephine Ghislaine Mary Baels (angol nyelven) (html). Geni.com
7. ↑  Fabiola Fernanda María de las Victorias Antonia Adelaida de Mora y Aragón, Reina consorte de Bélgica (angol nyelven) (html). Geni.com
8. ↑  Paola Margherita Maria-Antonia Consiglia Ruffo di Calabria (angol nyelven) (html). Geni.com
9. ↑  Queen Mathilde Marie Christiane Ghislaine d'Udekem d'Acoz, Queen Consort of the Belgians (angol nyelven) (html). Geni.com